# Сімейний роман (психоаналіз)
Сімейний роман — термін, введений Зигмундом Фрейдом і Отто Ранком, який описує модифікацію реальної сімейної історії, включаючи оцінку реальних опікунів дитинства в контексті мрій або фантазмів. За Фрейдом, ця зміна відповідає різним бажанням дітей на різних етапах розвитку та характерній оцінці стосунків з батьками (пор. первинний процес і вторинний процес). Термін «роман» виражає певне відхилення від реальності подібно до поняття пам'яті обкладинки. Таким чином, «роман» має об'єктивну перспективу. Він заснований на припущенні, що дитина або молода людина має реальних опікунів і їх реальну історію життя. Порівнюючи з передбачуваними референтними особами та вигаданою історією життя, можна зробити висновок про несвідомі бажані ідеї. «Сюжет роману» іноді побудований таким чином, що батьки в цих фантазіях замінені соціально вищими людьми, але іноді існує й протилежна тенденція нехтування цими опорними фігурами, оскільки вони знецінюються і навіть втрачають життя. За Фрейдом, сенс такої модифікації полягає в тому, що в перші роки дітей переважає велика переоцінка та ідеалізація батьків. Відповідно, за Фрейдом, король і королева уві сні та казці завжди означають лише батьків. Це ставлення переоцінки пізніше поступається місцем більш критичному ставленню під час вторинного процесу.

## Про походження терміна
Завдяки працям Фрейда Отто Ранк отримав можливість підтвердити психоаналітичні тези за допомогою міфології. Він робив це насамперед шляхом документування звітів про народження або звітів про королівських чи божественних батьків, а пізніше викривав героїчні постаті. Порівняно народження Геракла, Паріса, Едіпа, Ромула, Лоенгріна, Саргона Аккадського, Мойсея, Кіра II та Ісуса. Включаючи божественні чи релігійні теми, сприяють відповідним питанням про походження релігії. Тези Фрейда стосуються соціально-психологічних поглядів, уже представлених у «Тотем і табу». У своїй пізнішій праці «Людина Мойсей і монотеїстична релігія» Фрейд знову розглядає цю концепцію.

## Відмінності в гендерних ролях
Фрейд інтерпретував відмінності в гендерних ролях насамперед у сенсі біологічно орієнтованих соціальних досліджень. Культурно зумовлені відмінності здаються другорядними. Фрейд описує матір як особу «certissima». За статистикою, вона є найбільш «захищеною» в батьківській ролі або особою, яка найчастіше бере участь у догляді та вихованні дитини. Батько розглядається як «pater semper incertus», тобто як батько, який «завжди лише дуже непевний» у біологічному, юридичному та освітньо-фактичному плані. В основному біологічно детермінована батьківська роль виражена і в інших працях Фрейда. За Фрейдом, неоднозначне ставлення до батьків є результатом протилежних біологічних обставин. Мати не може так легко приховати свою вагітність. Парадоксально, але постійна реальна присутність матері може ускладнити її ідеалізацію. Відсутність батька, з іншого боку, може навіть сприяти ідеалізації.

## Прийом
Подібно до Отто Ранка , Карл Густав Юнг також високо оцінив концепцію сімейного роману для інтерпретації міфологічних і пов'язаних з міфами історій. До таких авторів можна віднести й Ойгена Древермана. Він посилається на психологію Юнга та його метод інтерпретації на предметному рівні, який відрізняється від способу роботи Фрейда. Питання центрування міфологічних уявлень на головному герої відповідного оповідання, казки чи міфу. Хоча головний герой історії часто здається незмінним, зазвичай це не так легко зрозуміти. Багатолюдність у сюжеті казки може бути визначена єдиним принципом, який можна охарактеризувати як принцип індивідуації у взаємодії з протилежними силами. Наприклад, історія про хворого короля, який посилає своїх трьох синів шукати зцілення, часто повторюється в міфах і казках. За Юнгом, такі фігури, як «Король», «Батько» і «Бог», також представляють свідомість, а сини представляють сили Его.

## Веб-посилання
- Текстовий журнал, що писав Фрейд онлайн